# Kyathampalle
Kyathampalle es una ciudad censal situada en el distrito de Mancherial en el estado de Telangana (India). Su población es de 32385 habitantes (2011). 

## Demografía
Según el censo de 2011 la población de Kyathampalle era de 32385 habitantes, de los cuales 16773 eran hombres y 15612 eran mujeres. Kyathampalle tiene una tasa media de alfabetización del 71,69%, superior a la media estatal del 67,02%: la alfabetización masculina es del 79,93%, y la alfabetización femenina del 62,87%.